# Aleksander (Jelisow)
Aleksander, imię świeckie Aleksiej Stanisławowicz Jelisow (ur. 12 lutego 1960 w Niżnym Nowogrodzie) – rosyjski duchowny prawosławny, oficjalny przedstawiciel Patriarchatu Moskiewskiego przy patriarsze Antiochii i całego Wschodu.

## Życiorys
Ukończył z wyróżnieniem szkołę średnią nr 62 w Niżnym Nowogrodzie, po czym w 1978 wstąpił do seminarium duchownego w Moskwie. W latach 1979–1981 odbywał zasadniczą służbę wojskową. Od 1983 kontynuował studia teologiczne w Moskiewskiej Akademii Duchownej. Studia ukończył na wydziale teologicznym Państwowego Uniwersytetu w Preszowie. 20 grudnia 1986 został wyświęcony na diakona w cerkwi św. Gabriela Archanioła, należącej do oficjalnego przedstawicielstwa Patriarchatu Antiochii przy Rosyjskim Kościele Prawosławnym.
28 marca 1987 złożył wieczyste śluby mnisze przed metropolitą mińskim i słuckim Filaretem, w soborze Trójcy Świętej w Monasterze Daniłowskim w Moskwie. Ten sam hierarcha wyświęcił go na kapłana. Od 1987 do 1989 pracował w Wydziale Stosunków Zewnętrznych Patriarchatu Moskiewskiego i kontynuował specjalistyczne studia teologiczne. W 1989 otrzymał godność igumena.
W grudniu 1989 został proboszczem parafii Trójcy Świętej w Vanves. W 1997, w czasie uroczystości poświęcenia nowej cerkwi w Vanves, otrzymał godność archimandryty. Od października 1999 do 2002 był proboszczem parafii w Bejrucie. W 2002 mianowany oficjalnym przedstawicielem Patriarchatu Moskiewskiego przy Patriarchacie Antiochii. Odwołany z funkcji w 2013